# Pseudeboda
Pseudeboda är ett släkte av fjärilar. Pseudeboda ingår i familjen vecklare.
Kladogram enligt Catalogue of Life:
| Pseudeboda | \| \| Pseudeboda africana \| \| \| \| \| \| Pseudeboda gambiae \| \| \| \| |
|            | \| \| Pseudeboda africana \| \| \| \| \| \| Pseudeboda gambiae \| \| \| \| |
|            | Pseudeboda africana                                                        |
|            |                                                                            |
|            | Pseudeboda gambiae                                                         |
|            |                                                                            |